# I. A třída Královéhradeckého kraje 2005/2006
V utkáních I. A třídy Královéhradeckého kraje 2005/2006, jedné ze skupin 6. nejvyšší fotbalové soutěže v Česku, se utkalo 14 týmů dvoukolovým systémem podzim – jaro. Tento ročník začal v srpnu 2005 a skončil v červnu 2006.
Postup si zajistil vítěz FK Černilov a druhý tým TJ Slovan Broumov, sestoupily poslední 2 týmy.

## Konečná tabulka I. A třídy Královéhradeckého kraje 2005/2006
| Poř. | Tým                           | Z  | V  | R | P  | VG | OG | B  |
| ---- | ----------------------------- | -- | -- | - | -- | -- | -- | -- |
| 1.   | FK Černilov                   | 26 | 14 | 8 | 4  | 53 | 29 | 50 |
| 2.   | TJ Slovan Broumov             | 26 | 15 | 3 | 8  | 62 | 42 | 48 |
| 3.   | TJ Spartak Police nad Metují  | 26 | 13 | 9 | 4  | 49 | 34 | 48 |
| 4.   | TJ Červený Kostelec           | 26 | 13 | 7 | 6  | 61 | 39 | 46 |
| 5.   | FC Nový Hradec Králové        | 26 | 10 | 8 | 8  | 35 | 32 | 38 |
| 6.   | FK Chlumec nad Cidlinou       | 26 | 10 | 6 | 10 | 43 | 42 | 36 |
| 7.   | FC Vrchlabí                   | 26 | 11 | 2 | 13 | 38 | 33 | 35 |
| 8.   | TJ Dvůr Králové nad Labem „B“ | 26 | 9  | 6 | 11 | 60 | 46 | 33 |
| 9.   | SK Bystřian Kunčice           | 26 | 10 | 3 | 13 | 38 | 64 | 33 |
| 10.  | TJ Lázně Bělohrad             | 26 | 9  | 5 | 12 | 39 | 51 | 32 |
| 11.  | SK Roudnice                   | 26 | 9  | 4 | 13 | 37 | 53 | 31 |
| 12.  | TJ Baník Žacléř               | 26 | 8  | 4 | 14 | 38 | 50 | 28 |
| 13.  | TJ Jiskra Hořice              | 26 | 7  | 6 | 13 | 31 | 47 | 27 |
| 14.  | Sokol Černíkovice             | 26 | 6  | 5 | 15 | 44 | 66 | 23 |

Poznámky:
- Z = Odehrané zápasy; V = Vítězství; R = Remízy; P = Prohry; VG = Vstřelené góly; OG = Obdržené góly; B = Body; (S) = Mužstvo sestoupivší z vyšší soutěže; (N) = Mužstvo postoupivší z nižší soutěže (nováček)

|  | Postup do Krajského přeboru Královéhradeckého kraje 2006/2007 |
|  | Sestup do příslušné I. B třídy 2006/2007                      |